# التهاب الجلد حول الفم الحبيبي
التهاب الجلد حول الفم الحبيبي (بالإنجليزية: Granulomatous perioral dermatitis)‏ هي حالة جلدية تظهر عند الأطفال الأصحاء في مرحلة ما قبل البلوغ حيث تظهر مجموعات من الحطاطات في مناطق حول الفم وحول الأنف وحول العين.
وهو أحد أنواع التهاب الجلد حول الفم.